# Bão Milton (2024)
Bão Milton là một xoáy thuận nhiệt đới rất mạnh đổ bộ vào khu vực Vịnh Mexico . Cơn bão được đặt tên thứ 13, cơn bão thứ chín, cơn bão lớn thứ tư và là cơn bão cấp 5 thứ 2 của mùa bão Đại Tây Dương 2024, Milton hình thành từ một nhiễu động nhiệt đới kéo dài xuất phát từ phía tây Biển Caribe và hợp nhất tại Vịnh Campeche vào ngày 5 tháng 10. Sau đó, cơn bão tăng cường dữ dội và trở thành bão cấp 5 vào ngày 7 tháng 10. Ở cường độ cực đại, cơn bão này là cơn bão mạnh thứ năm ở Đại Tây Dương được ghi nhận. Milton sau đó suy yếu trở lại thành cường độ cấp 4 do chu kỳ thay thế mắt bão trước khi mạnh lên thành bão cấp 5. Milton là cơn bão mạnh nhất thế giới trong năm 2024
Trước khi cơn bão đổ bộ, chính quyền Florida đã ban bố tình trạng khẩn cấp để sơ tán người dân. Mặc dù dự kiến cơn bão này sẽ không tấn công Bán đảo Yucatán của Mexico, nhưng việc cơn bão này đang tiếp cận gần đã khiến người dân sống gần bờ biển phải chuẩn bị trước khi cơn bão ập đến.

## Lịch sử khí tượng
Trung tâm Bão Quốc gia (NHC) đã lần đầu tiên chỉ ra khu vực có khả năng phát triển nhiễu động nhiệt đới ở phía Tây biển Caribe vào ngày 26 tháng 9. Một vùng áp thấp hoàn lưu rộng đã hình thành ở vùng biển này, tạo ra những cơn mưa và giông vô tổ chức, không tập trung trước khi suy yếu thành một rãnh thấp chỉ hai ngày sau đó. Sau đó, hiện tượng này tương tác với hoàn lưu còn sót lại của áp thấp nhiệt đới 11-E ở Thái Bình Dương và một front tĩnh, rồi kết hợp lại ở Vịnh Campeche. Đến ngày 4 tháng 10, với dấu hiệu phát triển mạnh hơn, hình thái này được NHC xác định là nhiễu động nhiệt đới "Invest 92L". Ngày hôm sau, khi mưa và giông liên kết chặt chẽ hơn, NHC cho biết Invest 92L trở thành  "Tropical Depression Fourteen" (áp thấp nhiệt đới thứ 14), sau đó cho biết áp thấp trở thành bão nhiệt đới và đặt tên là Milton chỉ chưa đầy ba giờ sau đó, khi dữ liệu từ vệ tinh chỉ ra rằng cơn bão này đang tạo ra gió mạnh cấp bão. Cơn bão tiếp tục mạnh lên, di chuyển một cách không ổn định trong vịnh Campeche do dòng dẫn đường cho bão yếu. Một rãnh ở tầng giữa phát triển ở Trung Mỹ cuối cùng khiến Milton di chuyển về phía Đông trên Vịnh Mexico. Bán kính gió tương đương cấp bão nhiệt đới của Milton được ước tính chỉ rộng khoảng 30 hải lý (56 km), một cơn bão khá nhỏ. Những dải mây xoáy và các đợt bùng phát mây phát đối lưu mạnh vẫn tiếp tục diễn ra vào sáng sớm ngày 6 tháng 10.
| Những cơn bão mạnh nhất trên Đại Tây Dương                                          | Những cơn bão mạnh nhất trên Đại Tây Dương | Những cơn bão mạnh nhất trên Đại Tây Dương | Những cơn bão mạnh nhất trên Đại Tây Dương | Những cơn bão mạnh nhất trên Đại Tây Dương | Những cơn bão mạnh nhất trên Đại Tây Dương |
| Hạng                                                                                | Bão                                        | Mùa bão                                    | Áp suất                                    | Áp suất                                    |                                            |
| Hạng                                                                                | Bão                                        | Mùa bão                                    | hPa                                        | inHg                                       |                                            |
| ----------------------------------------------------------------------------------- | ------------------------------------------ | ------------------------------------------ | ------------------------------------------ | ------------------------------------------ | ------------------------------------------ |
| 1                                                                                   | Wilma                                      | 2005                                       | 882                                        | 26,05                                      |                                            |
| 2                                                                                   | Gilbert                                    | 1988                                       | 888                                        | 26,23                                      |                                            |
| 3                                                                                   | "Labor Day" ("Ngày Lao động")              | 1935                                       | 892                                        | 26,34                                      |                                            |
| 4                                                                                   | Rita                                       | 2005                                       | 895                                        | 26,43                                      |                                            |
| 5                                                                                   | Allen                                      | 1980                                       | 899                                        | 26,55                                      |                                            |
| 6                                                                                   | Camille                                    | 1969                                       | 900                                        | 26,58                                      |                                            |
| 7                                                                                   | Katrina                                    | 2005                                       | 902                                        | 26,64                                      |                                            |
| 8                                                                                   | Mitch                                      | 1998                                       | 905                                        | 26,73                                      |                                            |
| 8                                                                                   | Dean                                       | 2007                                       | 905                                        | 26,73                                      |                                            |
| 10                                                                                  | "Cuba"                                     | 1924                                       | 910                                        | 26,88                                      |                                            |
| 10                                                                                  | Ivan                                       | 2004                                       | 910                                        | 26,88                                      |                                            |
| Nguồn: Cơ sở dữ liệu về các cơn bão Đại Tây Dương của Trung tâm Bão Quốc gia Hoa Kỳ |                                            |                                            |                                            |                                            |                                            |

Vào chiều ngày 6 tháng 10, dữ liệu từ máy bay thám trắc chỉ ra rằng Milton đã mạnh lên thành một "hurricane" (cơn bão cuồng phong, sức gió từ 119 km/h trở lên), với một đặc điểm là mắt bão không ổn định. Qua đêm, Milton bắt đầu quá trình mạnh lên nhanh chóng, nhờ vào những điều kiện môi trường cực kỳ thuận lợi gồm nhiệt độ mặt biển rất ấm (31°C), độ ẩm trung bình cao ở tầng trung và độ đứt gió thấp. Khi đó, một mắt bão nhỏ có đường kính 4 hải lý (7 km)  đã hình thành trong một vùng đối lưu rất mạnh với nhiệt độ đỉnh mây khoảng −80°C, và Milton đã trở thành một "major hurricane" (bão từ cấp độ 3 trở lên trên thang SSHWS), rồi tiếp tục trở thành bão cấp 5 vào lúc 11:00 UTC và 16:00 UTC lần lượt vào ngày 7 tháng 10, trở thành cơn bão cấp 5 thứ hai trong mùa bão Đại Tây Dương năm 2024. Milton đạt cường độ mạnh nhất vào lúc 00:00 UTC ngày 8 tháng 10, với sức gió duy trì trong 1 phút cận tâm đạt 155 kn (285 km/h) và áp suất trung tâm thấp nhất là 897 mbar, cơn bão mạnh nhất kể từ Wilma năm 2005, khiến Milton trở thành cơn bão mạnh thứ năm trong lịch sử Đại Tây Dương. Trong khoảng thời gian 24 giờ từ 00:00 UTC ngày 7 tháng 10 đến 00:00 UTC ngày 8 tháng 10, áp suất trung tâm bão giảm từ 981 mbar xuống 897 mbar, tức giảm 84 mbar trong 24 giờ, trong khi gió tăng lên 80 kn (150 km/h) trong cùng một khoảng thời gian. Đây cũng cơn bão có mức độ mạnh lên nhanh thứ ba ở Đại Tây Dương từng quan trắc được, chỉ sau hai cơn bão Wilma (2005) và Felix (2007), và là cơn bão mạnh lên nhanh nhất trên vịnh Méxicô.

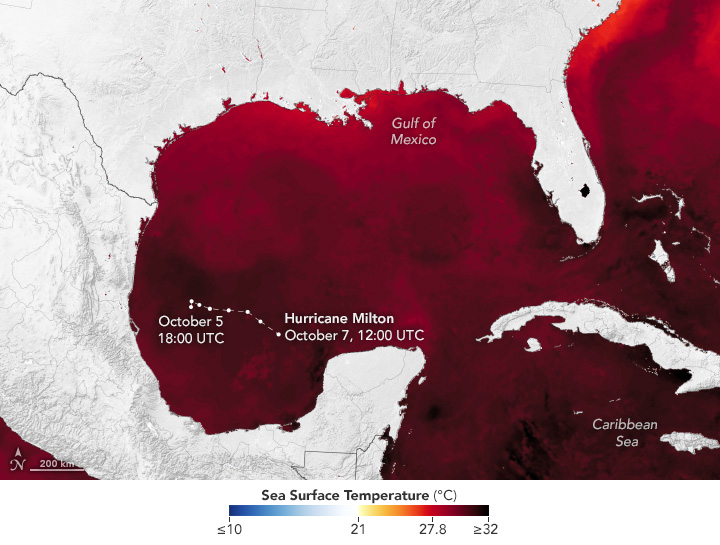
Bản đồ nhiệt độ bề mặt biển rất cao cho phép Milton mạnh lên nhanh chóng

Sau khi đạt đỉnh cường độ, quá trình mạnh lên đã bị chững lại bởi quá trình thay thế thành mắt bão, khiến cơn bão suy yếu xuống bão cấp 4 vào tối hôm đó, nhưng  quá trình đó cũng giúp bão có một mắt bão có kích thước lớn hơn, và Milton mạnh trở lại thành bão cấp 5 vào chiều ngày 8 tháng 10. Lúc này, bão đã trải qua quá trình mạnh lên lần thứ hai, đạt một đỉnh phụ với sức gió duy trì cận tâm bão ước tính đạt 145 kn (270 km/h) và áp suất trung tâm là 902 mbar (26.64 inHg) vào lúc 00:00 UTC ngày 9 tháng 10. Lúc này, một rãnh khí quyển xuất hiện khiến cơn bão bắt đầu di chuyển về phía Đông Bắc và di chuyển nhanh hơn, hướng về Florida. Vào ngày hôm sau, 9 tháng 10, độ đứt gió bắt đầu tăng lên và ảnh hưởng đến Milton, khiến cơn bão suy yếu xuống dưới mức bão cấp 5 vào sáng sớm hôm đó. Mắt bão trở nên mờ dần và bị đám mây bao phủ, trong khi tổ chức của mây đối lưu trở nên rối loạn khi độ đứt gió mạnh lên mức 55-65 km/h từ những cơn gió ở trên tầng cao thổi theo hướng Tây Nam bao phủ cơn bão. Milton đổ bộ vào khoảng 00:30 UTC ngày 10 tháng 10 (8:30 tối giờ địa phương ngày 9 tháng 10) gần Siesta Key, Florida, ước tính tốc độ gió duy trì đạt 120 dặm/h (195 km/h) khi đổ bộ. Milton suy yếu nhanh chóng khi di chuyển trên đất liền và ra khỏi đất liền khi nó là bão cấp 1, đồng thời bị cuốn vào một front thời tiết gần đó. Vào chiều ngày 10 tháng 10, Milton chuyển sang dạng xoáy thuận ngoại nhiệt đới với sức gió đạt cấp "hurricane" trở lên (từ 119 km/h trở lên), rồi dần dần suy yếu và khi đi qua gần Bermuda, cuối cùng tan vào ngày 13 tháng 10.

## Sự chuẩn bị
| Tên tiếng Anh loại cảnh báo | Tạm dịch nghĩa tiếng Việt              | Ý nghĩa |
| --------------------------- | -------------------------------------- | --- |
| Tropical Storm Watch        | Cảnh báo cần chú ý tới bão nhiệt đới   | Được ban hành khi có một cơn bão nhiệt đới với sức gió từ 34 đến 63 kn (63 đến 118 km/h) hoặc cao hơn có thể gây ra mối đe dọa, thông thường là trong vòng 48 giờ. Những cơn gió này có thể đi kèm với nước dâng do bão, ngập lụt ven biển và/hoặc lũ lụt trên sông. |
| Tropical Storm Warning      | Báo động bão nhiệt đới                 | Được ban hành khi dự báo sẽ có gió mạnh duy trì liên tục từ 34 đến 63 kn (63 đến 118 km/h) hoặc cao hơn do ảnh hưởng từ một cơn bão nhiệt đới trong vòng 36 giờ hoặc ít hơn. Những cơn gió này có thể đi kèm với nước dâng do bão, ngập lụt ven biển và/hoặc lũ lụt trên sông. |
| Hurricane Watch             | Cảnh báo cần chú ý tới bão cuồng phong | Được ban hành khi một cơn bão nhiệt đới có sức gió từ 64 kn (119 km/h) trở lên có thể gây ra mối đe dọa, thông thường là trong vòng 48 giờ. Những cơn gió này có thể đi kèm với nước dâng do bão, ngập lụt ven biển và/hoặc lũ lụt trên sông. |
| Hurricane Warning           | Báo động bão cuồng phong               | Được ban hành khi dự báo sẽ có gió mạnh duy trì liên tục từ 64 kn (119 km/h) trở lên do ảnh hưởng từ một cơn bão nhiệt đới trong vòng 36 giờ hoặc ít hơn. Những cơn gió này có thể đi kèm với nước dâng do bão, ngập lụt ven biển và/hoặc lũ lụt trên sông. Báo động bão vẫn có thể được duy trì khi có hiện tượng nước dâng nguy hiểm hoặc sự kết hợp giữa nước dâng nguy hiểm và sóng cao, ngay cả khi sức gió đã giảm xuống dưới mức bão cuồng phong (dưới 119 km/h) |

### Mexico
Vào ngày 6 tháng 10 năm 2024, chính phủ Mexico đã ban hành cảnh báo cần chú ý tới bão nhiệt đới cho bờ biển phía Bắc của bán đảo Yucatán, từ Celestún đến Cancún. Cảnh báo này đã được nâng lên mức báo động bão nhiệt đới và cảnh báo cần chú ý tới bão cuồng phong vào cuối ngày, sau đó là mức báo động bão cuồng phong vào ngày hôm sau. Thống đốc Quintana Roo Mara Lezama cho biết khoảng 2.711 người đã tự nguyện di tản khỏi Isla Holbox. Ủy ban Điện lực Liên bang (CFE) đã triển khai hàng trăm công nhân và thiết bị đến Campeche, Yucatán và Quintana Roo để chuẩn bị cho bão Milton. Bộ Hải quân Mexico thông báo rằng hải quân Mexico sẽ được điều động đến các khu vực bị ảnh hưởng để phân phối nguồn lực hỗ trợ. Dịch vụ trên tuyến tàu Tren Maya đã bị tạm dừng.
Sự hoảng loạn trong mua sắm đã được ghi nhận ở Mérida trước cơn bão. Các dịch vụ công không thiết yếu, bao gồm giao thông công cộng đã được cho tạm dừng ở một số khu vực của Yucatán khi bão Milton nhanh chóng mạnh lên vào ngày 7 tháng 10. Thống đốc Joaquín Díaz Mena đã ra lệnh đóng cửa tất cả các trường học và cảng ở Yucatán.

### Hoa Kì

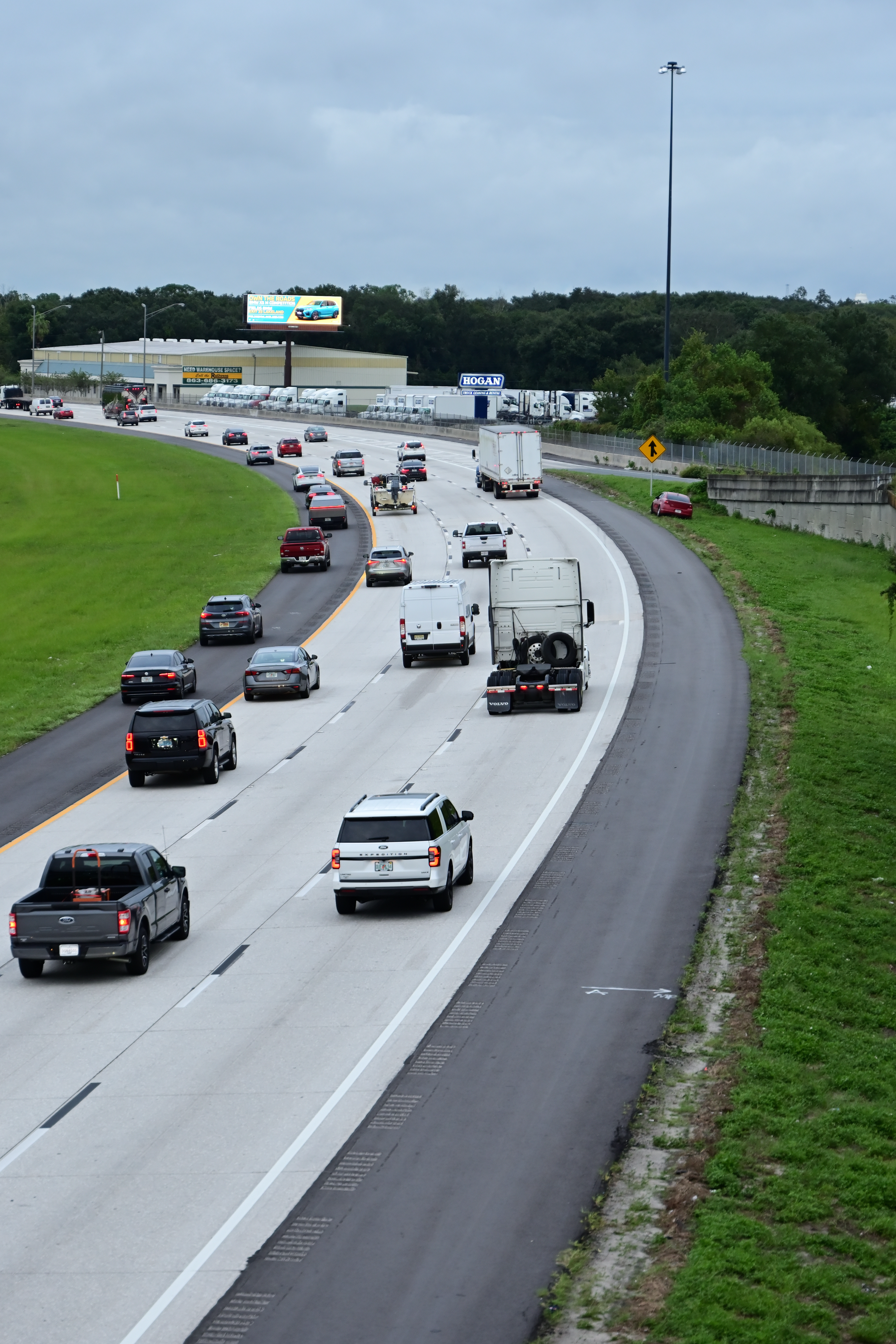
Những người đang đi ô tô sơ tán trước bão đến

Vào ngày 5 tháng 10 năm 2024, Thống đốc Florida Ron DeSantis đã ban bố tình trạng khẩn cấp. Ông cũng đã ban hành một lệnh hành pháp yêu cầu các điểm quản lý rác thải và bãi chôn lấp ở các quận bị ảnh hưởng bởi bão Helene phải mở cửa suốt ngày đêm để giúp loại bỏ đống đổ nát trước khi Milton đổ bộ. Lệnh này cũng tăng số lượng lính Vệ binh Quốc gia Florida tham gia công tác dọn dẹp rác thải từ 800 lên 4.000 người nhằm tránh việc đống đổ nát trở thành mối nguy hiểm dưới tác động của gió mạnh từ Milton. Các xe tải chở rác đã được triển khai để giúp loại bỏ đống đổ nát. Các điểm phát túi cát đã được thành lập trên toàn bang.
Hai ngày sau, báo động bão nhiệt đới và báo động bão cuồng phong đã được ban hành cho bờ Tây Florida, Gần 15 triệu người trên khắp bang Florida đã được cảnh báo về nguy cơ lũ lụt và Tổng thống Joe Biden đã phê duyệt tuyên bố tình trạng khẩn cấp cho bang này. Ông DeSantis đã ra lệnh cho Sở Giao thông Vận tải Florida và Cục Điều phối Khẩn cấp Florida phải phối hợp các nguồn lực. Ông cũng ra lệnh miễn thu phí trên nhiều tuyến đường ở miền Tây Florida, bao gồm cả Đường cao tốc Florida. Các trường công lập ở hơn 50 quận cũng như 23 trường đại học công lập trên toàn bang đã hủy lớp học hoặc đóng cửa, bao gồm Đại học Nam Florida ở Tampa và Đại học Bờ biển Vịnh Florida ở Fort Myers. Một số quận đã mở cửa trường học như những nơi trú ẩn khẩn cấp.

Nhiều sân bay trên khắp bang Florida, đặc biệt là ở Trung và Tây Nam Florida, đã tạm thời đóng cửa trong suốt cơn bão, bao gồm Sân bay quốc tế Tampa, Sân bay quốc tế Sarasota–Bradenton, Sân bay quốc tế St. Pete–Clearwater, Sân bay quốc tế Palm Beach và Sân bay quốc tế Orlando. Hàng nghìn chuyến bay dự kiến đến hoặc rời khỏi Florida đã bị hủy. Một số hãng du thuyền cũng bị ảnh hưởng lịch trình do cơn bão. Việc phóng tàu Hera vào ngày 7 tháng 10 đã diễn ra như kế hoạch, nhưng việc phóng tàu không gian Europa Clipper bị hoãn lại. Việc trở lại của SpaceX Crew-8 đã được cho tạm hoãn đến ngày 13 tháng 10. Các hoạt động của tuyến đường sắt Brightline giữa ga West Palm Beach và Orlando đã được cho tạm dừng hoạt động từ ngày 8 đến 10 tháng 10. Các khu nghỉ dưỡng Legoland Florida và Walt Disney World đã tạm thời đóng cửa do cơn bão Milton. Từ ngày 8 tháng 10, công viên Busch Gardens Tampa Bay đã phải đóng cửa trong ba ngày.